# Festival TransAmériques
Pour les articles homonymes, voir FTA.
Le Festival TransAmériques (FTA) est un festival de théâtre et de danse qui se tient annuellement à Montréal depuis 2007. Il prend le relais du festival de théâtre des Amériques qui fut créé en 1985. Marie-Hélène Falcon en a été la fondatrice et directrice générale et artistique de 1985 à 2014. Martin Faucher a ensuite succédé en tant que directeur artistique et codirecteur général de 2014 à 2021. Martine Dennewald et Jessie Mill assurent actuellement la codirection artistique depuis 2021. Sa 19e édition, tenu à Montréal du 22 mai au 5 juin, propose une vingtaine de spectacles de danse, théâtre, et plusieurs activités d'arts vivants.

## Historique

### Le FTA, du Festival des Amériques au Festival TransAmériques
Marie-Hélène Falcon crée en 1985 avec Jacques Vézina le Festival de théâtre des Amériques à Montréal. De 1985 à 2006, le Festival accueille 232 spectacles en provenance de 31 pays. Il se veut être un soutien de la création contemporaine en coproduisant des œuvres novatrices, développant les échanges internationaux et être un tremplin pour les créateurs québécois.

### Le Festival TransAmériques: 2007-
En mai 2007, le Festival des Amériques devient le Festival TransAmériques. La danse y prend une place aussi importante que le théâtre après la disparition du Festival international de nouvelle danse (FIND, 1982-2003). Le festival devient annuel.